# استیو ارل (بازیکن فوتبال)
استیو ارل (انگلیسی: Steve Earle؛ زادهٔ ۱ نوامبر ۱۹۴۵) بازیکن فوتبال اهل بریتانیا است.
از باشگاه‌هایی که در آن بازی کرده‌است می‌توان به باشگاه فوتبال پیتربورو یونایتد، باشگاه فوتبال فولام، و باشگاه فوتبال لستر سیتی اشاره کرد.